# Aquilegia formosa
Aquilegia formosa är en ranunkelväxtart som beskrevs av Fisch.. Aquilegia formosa ingår i släktet aklejor, och familjen ranunkelväxter. Utöver nominatformen finns också underarten A. f. formosa.

## Bildgalleri

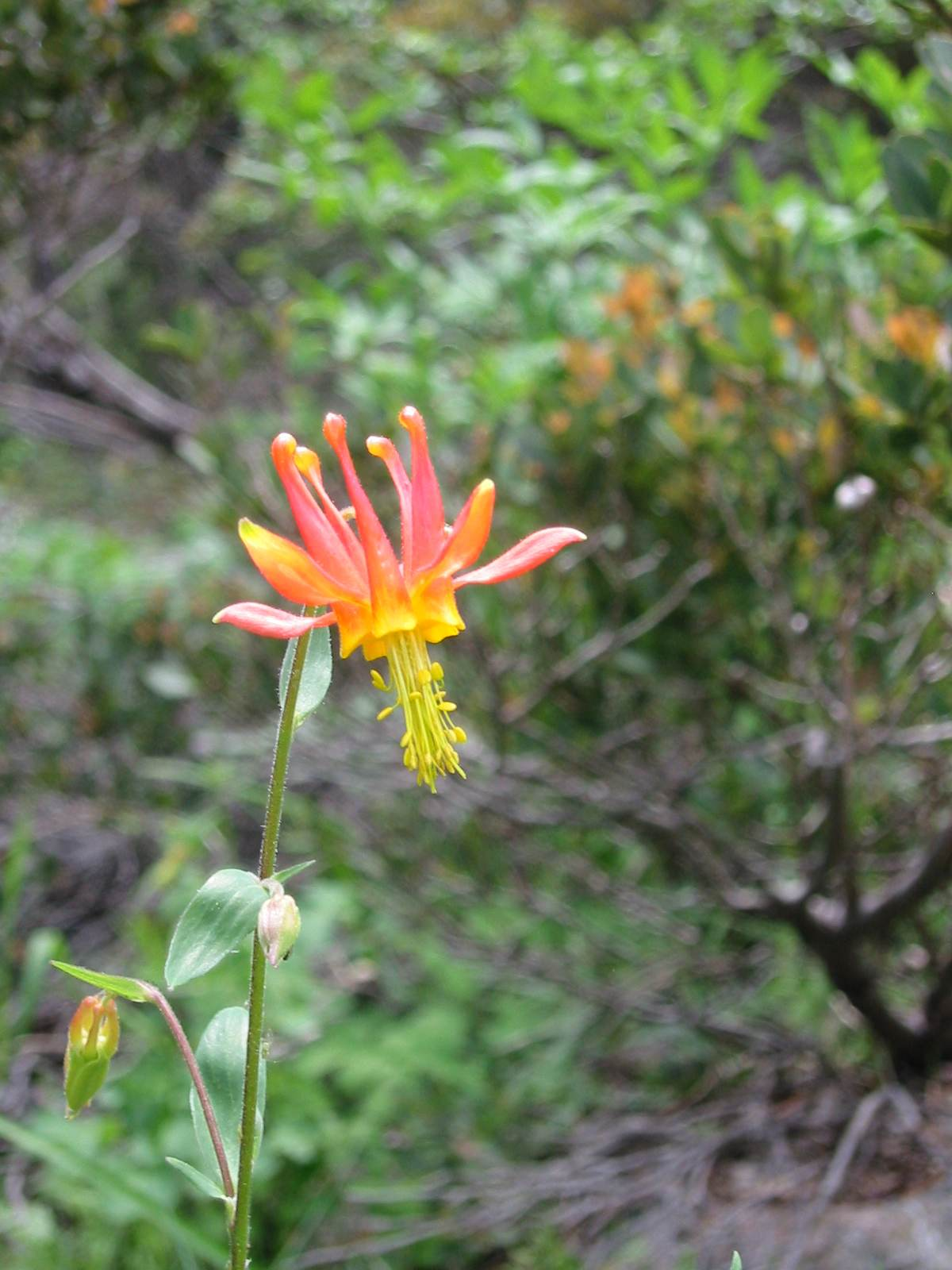